# Juninho Martins
Osvaldo José Martins Júnior (ur. 7 lipca 1982) – brazylijski piłkarz występujący na pozycji pomocnika.

## Kariera piłkarska
Od 2002 roku występował w Shimizu S-Pulse, Ventforet Kofu, Sagan Tosu, Marília, Brasilis, Xəzər Lenkoran, Bakı, Ferroviária, Votuporanguense, Comercial i Kəpəz Gəncə.